# Matthew Wilson
Matthew Wilson (født 1. oktober 1977) er en australsk tidligere professionel cykelrytter.